# Razdolnyj (Kraj Kamczacki)
Razdolnyj (ros. Раздольный) – osiedle w Rosji, w Kraju Kamczackim, w rejonie jelizowskim. W 2010 liczyło 2425 mieszkańców.